# Provincie Pisa
Pisa (Provincia di Pisa) je provincie v oblasti Toskánsko. Sousedí na severu s provincií Lucca, na východě s provinciemi Firenze a Siena, na jihu s provincií Grosseto a na západě s provincií Livorno a s Tyrrhenským mořem.

## Geografie
Na severu prochází územím provincie pohoří Monti Pisani (971 m n. m.). Kolemi Pisy se rozkládá nížina, směrem na jihu se nacházejí klasické toskánské vesnice, kopce, háje a starobylé lesy.

## Okolní provincie
| Růžice kompasu |         | Lucca          |         | Růžice kompasu |
| Růžice kompasu | Livorno | Sever          | Firenze | Růžice kompasu |
| Růžice kompasu | Livorno | Provincie Pisa | Firenze | Růžice kompasu |
| Růžice kompasu | Livorno | Jih            | Firenze | Růžice kompasu |
| Růžice kompasu |         | Grosseto       | Siena   | Růžice kompasu |